# 来鲁华
来鲁华（1963年10月—），女，山东济宁人，中国生物物理化学家，现任北京大学化学与分子工程学院教授、博士生导师，中国化学会理事。